# 福茜莱蛛
福茜莱蛛（学名：Synemosyna formica）为跳蛛科茜莱蛛属的动物。在中国大陆，分布于南京等地。